# 名港东大桥
名港东大桥（平假名：めいこうひがしおおはし）是日本爱知县名古屋市的一座三跨连续梁钢斜拉桥，跨越名古屋港的名港三大桥（名港东大桥、名港中央大桥、名港西大桥）之一，位于伊势湾岸自动车道的东海IC（东海市新宝町）与名港潮见IC（名古屋市港区潮见町）之间。桥身颜色为青色，于1997年建成通车。

## 概况
- 主桥长：700（2,300英尺）
- 跨径布置：145+410+145米
- 主跨：410（1,350英尺）
- 桥宽：37.5（123英尺）
- 有效宽度：29（95英尺）
- 车道数：双向六车道
- 通航净高：40（130英尺）